# Моргі (Лодзинське воєводство)
Моргі (пол. Morgi) — село в Польщі, у гміні Добронь Паб'яницького повіту Лодзинського воєводства.